# Kamień Kotowy
Kamień Kotowy – wieś w Polsce położona w województwie kujawsko-pomorskim, w powiecie lipnowskim, w gminie Tłuchowo.

## Podział administracyjny
W latach 1975–1998 miejscowość administracyjnie należała do województwa włocławskiego.

## Demografia
Według Narodowego Spisu Powszechnego (III 2011 r.) wieś liczyła 274 mieszkańców. Jest szóstą co do wielkości miejscowością gminy Tłuchowo.

## Potyczka NZW
20 sierpnia 1948 oddział Narodowego Zjednoczenia Wojskowego zaatakował tu grupę operacyjną Urzędu Bezpieczeństwa i Milicji Obywatelskiej.